# Ernest Fox Nichols

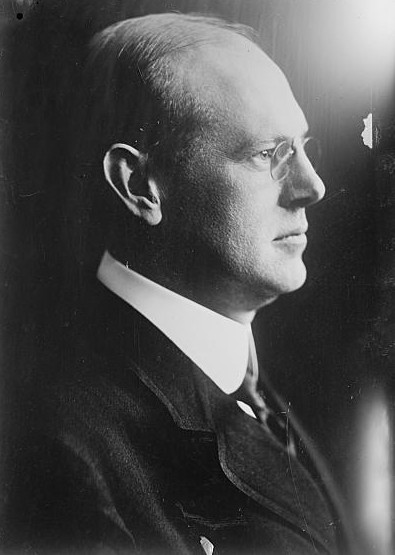
Ernest Fox Nichols

Ernest Fox Nichols (* 1. Juni 1869 im Leavenworth County, Kansas; † 29. April 1924 in Washington, D.C.) war ein US-amerikanischer Lehrer und Physiker, der vor allem für den experimentellen Nachweis des Strahlungsdrucks bekannt wurde.

## Leben
Ernest Nichols erhielt 1888 seinen ersten akademischen Titel an der Kansas State University. Nachdem er ein Jahr im Bereich Chemie beschäftigt war, immatrikulierte er sich an der Cornell University, wo er 1893 und 1897 weitere akademische Grade erwarb. Er studierte auch an der Universität Berlin und der University of Cambridge.
Nichols arbeitete als Professor für Physik an der Cambridge University von 1892 bis 1898, am Dartmouth College von 1898 bis 1903, und an der Columbia University von 1903 bis 1909. Danach war Nichols der 10. Präsident des Dartmouth College zwischen 1909 und 1916, ab 1916 Professor für Physik an der Yale University, und der Präsident des Massachusetts Institute of Technology (MIT) von 1921 bis 1923. Er war auch gewählter Vizepräsident der National Academy of Sciences. 1908 wurde er in die National Academy of Sciences, 1913 in die American Academy of Arts and Sciences gewählt.
Besonders bekannt wurde Nichols, als er 1903 zusammen mit Gordon Ferrie Hull als einer der ersten den Strahlungsdruck experimentell nachwies. Dafür erhielt er auch den Rumford-Preis im Jahre 1905.

## Bibliografie
- E. F. Nichols, G. F. Hull: Über Strahlungsdruck. In: Annalen der Physik. Band 12, 1903, S. 225–263 (bnf.fr).